# ホポップ
ホポップまたは허팝（1988年6月4日 - ）は、韓国の男性YouTuberである。YouTubeのチャンネル登録者数は375万人で、韓国のチャンネル登録者ランキングのうち55位にランクインしている。

## 人物

### 生い立ち
1988年6月4日、韓国釜山広域市水営区で生まれる。
東亜放送芸術大学校を卒業。

### YouTuberとして
YouTubeを始めたのは、自分が英語のみの動画を撮影して英語力を高めたかったからだ。しかし、チャンネル登録者が増えるにつれ、もっと注目を集めるために、日常生活や科学実験に基づいた動画を作ることにした。現在は、動画の中では、韓国語のみを話し、動画のタイトルには時々英語の翻訳を付けている。
2015年7月に「ホポップ宅配便1」、2016年3月から5月にかけて「ホポップ宅配便2」というプロジェクトをファンのために作った。そこで、「Heopopボックス 」と呼ばれる贈り物を世界中のファンに一人で届けた。また、ファンと一緒に「セーブ・ザ・チルドレン 」毛糸帽子編み活動に参加した。さらに、ネパール地震のための緊急救援活動に300万ウォン(約2800ドル)を寄付した。

## 広報大使
- 韓国科学宇宙青少年団の広報大使
- 2016水原情報科学フェスティバルの広報大使